# Наметник золотий
Наметник золотий (Prionodura newtoniana) — вид горобцеподібних птахів родини наметникових (Ptilonorhynchidae).

## Поширення
Ендемік Австралії. Вид поширений на плато Атертон та в околицях міста Таунсвілл на північному сході штату Квінсленд. Мешкає в тропічних та субтропічних гірських лісах на висоті 700—99 м, з поодинокими екземплярами, які піднімаються в гори до 1600 м над рівнем моря.

## Опис
Птах завдовжки 23-25 см, вагою 62—96 г. Це птахи з масивною і пухкою зовнішністю, з маленькою та округлою головою, коротким міцним конічним дзьобом, витягнутими і міцними ногами, довгими крилами і досить довгим, тонким і прямокутним хвостом.
У забарвлені помітний статевий диморфізм. Самці мають оливково-коричневу голову, боки шиї, спину, крила і хвіст із постійними жовтуватими інфільтраціями. Горло, груди, підхвістя та боки хвоста, а також дві плями на вершині та потилиці золотисто-жовтого кольору. Живіт і боки також жовті, але з коричнево-зеленуватими відтінками. У самиць відсутнє жовте забарвлення. Голова, спина, крила та хвіст мають сірувато-коричневий колір, а горло, груди, живіт і підхвістя світло-сірі.
Дзьоб синювато-чорний з сіро-блакитним краєм, ноги синювато-сірі, а очі мають характерне світло-синьо-сіре забарвлення.

## Спосіб життя
Поза періодом розмноження трапляється невеликими зграями змішаного складу, тобто, включає як дорослих, так і неповнолітніх обох статей. Всеїдний птах. В раціон входять листя, квіти, фрукти, ягоди, пагони, комахи та інші членистоногі.
Сезон розмноження триває з вересня по лютий. У сезон розмноження поодинокий територіальний птах. Самець активно захищає свою ділянку від конкурентів. Полігамні птахи. Самці намагаються спаровуватися з якомога більшою кількістю самиць, після чого абсолютно не цікавляться долею свого потомства. Під час шлюбного сезону кожен самець ретельно розмежовує індивідуальну шлюбну арену на землі біля стовбура невеликого дерева, очищаючи її від сміття. В центрі арени будує з гілок великий намет. Ділянка навколо конструкції прикрашує яскраво забарвленими предметами.
Побудувавши намет, самець сідає на гілку поруч, намагаючись привабити самицю за допомогою дзвінкого співу. Самиць він зустрічає своєрідним танком, скуйовджуючи пір'я та виконуючи синкоповані рухи. Якщо самиці сподобався побудований намет і танок самця, відбувається копуляція.
Після спарювання пара розходиться, самець повертається до приваблювання інших самиць, а самиця займається будівництвом гнізда. Гніздо це досить масивна чашоподібна конструкція, побудована шляхом плетіння рослинних волокон у дуплах або тріщинах дерева. У кладці 1-3 сіро-коричневих яєць. Інкубація триває близько двадцяти днів. Через три тижні після народження пташенята вилітають з гнізда, але залишаються з матір'ю ще деякий час.